# 高橋公一
高橋 公一（たかはし こういち）は、日本のアメリカンフットボールの元選手。関西学院大学卒。ポジションはQB（クォーターバック）。身長173cm、体重85kg。背番号は学生時代から一貫して「7」。黄色のリストバンドも学生の頃からのトレードマークで、安定したクォーターバッキングを見せた。

## 来歴

### 高校時代
関西学院高等部3年時の1993年のクリスマスボウルでは中央大付属高との対戦で第4クォーター残り0秒で自ら逆転のタッチダウンランを決め、高等部を1985年以来の高校日本一に導く。

### 大学時代
大学に進み、2年生時から随時試合に出場。3年生時の1996年秋季リーグ戦では、立命館大に敗れ、後がなくなっての京都大戦で、捨て身のパス攻撃を率いて勝利し、史上初の3校同時優勝によるプレーオフに持ち込んだ。最終学年となった翌1997年、攻守共に安定感を増したチームは全勝で秋季リーグ戦を制し、甲子園ボウルにて春の対戦（ヨコハマボウル）で大敗した法政大と再び対戦する。二転三転する試合展開の中、第4クォーター残り1分で逆転された状況から冷静に攻撃陣を率いて同点タッチダウンパスを決めるも、逆転のかかるトライフォーポイントのキックが失敗となり21-21で引分け、両校優勝となり、コイントスには敗れてライスボウル進出を逃す。高橋の動向も含めたその当時の状況は「59秒の真実」のタイトルでまとめられ、現在もチームのホームページに公開されている。

### Xリーグ時代
卒業後は松下電工（後のパナソニック電工、現パナソニック）に入社し、インパルスで競技生活を続ける。毎年X-WESTを制し、東京スーパーボウル（当時）に幾度と進むもその壁を越えられず、ライスボウル出場には届かなかった。近畿大出身のQB、高橋幸史の入部後は「ダブル高橋」と称され、期待されるが、なお日本一への道は険しかった。
チームの強化策が実を結ぶのは2004年、鉄壁の守備陣にも支えられ、日本社会人選手権ジャパンXボウルではアサヒビールシルバースターを15-6で破り、チームとして9年ぶり4度目の社会人王者に返り咲く。続く新春3日、日本選手権第58回ライスボウルでは3連覇を狙う立命館大学パンサーズを26-7で下し、チームは10年振り2度目、自身は初の日本一となり、社会人チームによる4年ぶりの王座奪還に貢献した。2006年シーズンをもって引退。